# Cosmosoma remota
Cosmosoma remota är en fjärilsart som beskrevs av Walker 1854. Cosmosoma remota ingår i släktet Cosmosoma och familjen björnspinnare. Inga underarter finns listade i Catalogue of Life.